# Pulkau
Pulkau là một đô thị thuộc huyện Hollabrunn trong bang Niederösterreich, ở nước Áo. Đô thị này có diện tích 36,66 km², dân số năm 2001 là 1558 người.

## People
- Walter Ullmann, Jewish historian, born here